# Diana Chelaru
Diana Maria Chelaru, née le 15 août 1993 à Oneşti, est une gymnaste artistique roumaine.

## Biographie
Diana Chelaru commence la gymnastique au CSS Onesti Club avec pour entraineurs Elena Dragomir, Octavian Teodoru et Ioana Dragomir. En 2005, elle rejoint l'équipe nationale junior. En 2008, elle part s'entrainer au centre national d'entrainement de Deva.

## Carrière

### 2009
En avril, Diana Chelaru participe aux championnats d'Europe à Milan où elle se classe 14e lors de la finale du concours général individuel, avec un score de 54.500.
En octobre, elle participe aux championnats du monde à Londres lors desquels elle se classe 15e au saut avec un score de 13.562 et 15e au sol avec un score de 13.475.

### 2010
En avril, Diana participe aux championnats d'Europe à Birmingham au Royaume-Uni où elle remporte la médaille de bronze du concours général par équipes avec Amelia Racea, Ana Porgras, et Raluca Haidu. Elle remporte également la médaille de bronze au sol avec un score de 14.125.
En septembre, elle participe aux championnats de Roumanie et remporte la médaille d'argent du concours général individuel avec un score de 56.700.
En octobre, elle participe aux championnats du monde à Rotterdam. Elle se classe 4e au concours général par équipes avec Sandra Izbaşa, Ana Porgras, Raluca Haidu et Gabriela Drăgoi. Lors de la finale au sol, elle remporte la médaille d'argent avec un score de 14.766 derrière l'australienne Lauren Mitchell. 

### 2011
En avril, Diana participe aux championnats d'Europe à Berlin où elle se classe 4e lors de la finale du concours général individuel avec un score de 56.325. Qualifiée pour la finale au sol, elle réalise un score de 14.475 en finale, ce qui lui permet de remporter la médaille d'argent derrière sa coéquipière Sandra Izbaşa.
En octobre, elle participe aux championnats du monde à Tokyo. Elle se classe 4e lors de la finale du concours général par équipes avec ses coéquipières Catalina Ponor, Diana Bulimar, Amelia Racea, Ana Porgras et Raluca Haidu. Elle se classe également 8e lors de la finale sol avec un score de 14.200.

### 2012
Diana Chelaru remporte aux Jeux olympiques d'été de 2012 à Londres la médaille de bronze du concours général par équipes féminin avec Diana Bulimar, Larisa Iordache, Sandra Izbașa et Cătălina Ponor.

## Historique de compétition
| Année | Compétition          | Lieu       | Agrès         | Rang                                |
| ----- | -------------------- | ---------- | ------------- | ----------------------------------- |
| 2010  | World Cup/Series     | Ghent      | Saut          | Médaille d'argent                   |
| 2010  | Championnat d'Europe | Birmingham | Équipe Finale | Médaille de bronze, Europe          |
| 2010  | Championnat d'Europe | Birmingham | Sol           | Médaille de bronze, Europe          |
| 2010  | Championnat du monde | Rotterdam  | Sol           | Médaille d'argent, monde            |
| 2011  | World Cup/Series     | Paris      | Saut          | Médaille de bronze                  |
| 2011  | World Cup/Series     | Paris      | Sol           | Médaille d'argent                   |
| 2011  | Championnat d'Europe | Berlin     | Sol           | Médaille d'argent, Europe           |
| 2012  | World Cup/Series     | Cottbus    | Sol           | Médaille d'or                       |
| 2012  | Jeux olympiques      | Londres    | Équipe Finale | Médaille de bronze, Jeux olympiques |